# Premi Oscar 1973
La 45ª edizione della cerimonia di premiazione dei Premi Oscar si è tenuta il 27 marzo 1973 a Los Angeles, al Dorothy Chandler Pavilion, condotta dagli attori Carol Burnett, Michael Caine, Charlton Heston e Rock Hudson.

## Vincitori e candidati
Vengono di seguito indicati in grassetto i vincitori. Ove ricorrente e disponibile, viene indicato il titolo in lingua italiana e quello in lingua originale tra parentesi.

### Miglior film
- Il padrino (The Godfather), regia di Francis Ford Coppola
- Cabaret, regia di Bob Fosse
- Un tranquillo weekend di paura (Deliverance), regia di John Boorman
- Karl e Kristina (Utvandrarna), regia di Jan Troell
- Sounder, regia di Martin Ritt

### Miglior regia
- Bob Fosse - Cabaret
- John Boorman - Un tranquillo weekend di paura (Deliverance)
- Jan Troell - Karl e Kristina (Utvandrarna)
- Francis Ford Coppola - Il padrino (The Godfather)
- Joseph L. Mankiewicz - Gli insospettabili (Sleuth)

### Miglior attore protagonista
- Marlon Brando - Il padrino (The Godfather)[1]
- Michael Caine - Gli insospettabili (Sleuth)
- Laurence Olivier - Gli insospettabili (Sleuth)
- Peter O'Toole - La classe dirigente (The Ruling Class)
- Paul Winfield - Sounder

### Migliore attrice protagonista
- Liza Minnelli - Cabaret
- Diana Ross - La signora del blues (Lady Sings the Blues)
- Maggie Smith - In viaggio con la zia (Travels with My Aunt)
- Cicely Tyson - Sounder
- Liv Ullmann - Karl e Kristina (Utvandrarna)

### Miglior attore non protagonista
- Joel Grey - Cabaret
- Eddie Albert - Il rompicuori (The Heartbreak Kid)
- James Caan - Il padrino (The Godfather)
- Robert Duvall - Il padrino (The Godfather)
- Al Pacino - Il padrino (The Godfather)

### Migliore attrice non protagonista
- Eileen Heckart - Le farfalle sono libere (Butterflies Are Free)
- Jeannie Berlin - Il rompicuori (The Heartbreak Kid)
- Geraldine Page - Un marito per Tillie (Pete 'n' Tillie)
- Susan Tyrrell - Città amara - Fat City (Fat City)
- Shelley Winters - L'avventura del Poseidon (The Poseidon Adventure)

### Miglior sceneggiatura non originale
- Mario Puzo e Francis Ford Coppola - Il padrino (The Godfather)
- Jay Presson Allen - Cabaret
- Jan Troell e Bengt Forslund - Karl e Kristina (Utvandrarna)
- Julius J. Epstein - Un marito per Tillie (Pete 'n' Tillie)
- Lonne Elder III - Sounder

### Miglior sceneggiatura originale
- Jeremy Larner - Il candidato (The Candidate)
- Luis Buñuel e Jean-Claude Carrière - Il fascino discreto della borghesia (Le charme discret de la bourgeoisie)
- Terence McCloy, Chris Clark e Suzanne de Passe - La signora del blues (Lady Sings the Blues)
- Louis Malle - Il soffio al cuore (Le souffle au coeur)
- Carl Foreman - Gli anni dell'avventura (Young Winston)

### Miglior film straniero
- Il fascino discreto della borghesia (Le charme discret de la bourgeoisie), regia di Luis Buñuel (Francia)
- Qui le albe sono quiete (A zori zdes' tichie), regia di Stanislav Rostockij (Unione Sovietica)
- I Love You Rosa (Ani Ohev Otach Rosa), regia di Moshé Mizrahi (Israele)
- Mi querida señorita (Mi querida señorita), regia di Jaime de Armiñán (Spagna)
- La nuova terra (Nybyggarna), regia di Jan Troell (Svezia)

### Miglior fotografia
- Geoffrey Unsworth - Cabaret
- Charles B. Lang - Le farfalle sono libere (Butterflies Are Free)
- Harold E. Stine - L'avventura del Poseidon (The Poseidon Adventure)
- Harry Stradling Jr. - 1776
- Douglas Slocombe - In viaggio con la zia (Travels with My Aunt)

### Miglior scenografia
- Rolf Zehetbauer, Jurgen Kiebach e Herbert Strabel - Cabaret
- Carl Anderson e Reg Allen - La signora del blues (Lady Sings the Blues)
- William Creber e Raphael Bretton - L'avventura del Poseidon (The Poseidon Adventure)
- John Box, Gil Parrondo e Robert W. Laing - In viaggio con la zia (Travels with My Aunt)
- Geoffrey Drake, Don Ashton, John Graysmark, William Hutchinson e Peter James - Gli anni dell'avventura (Young Winston)

### Migliori costumi
- Anthony Powell - In viaggio con la zia (Travels with My Aunt)
- Anna Hill Johnstone - Il padrino (The Godfather)
- Bob Mackie, Ray Aghayan e Norma Koch - La signora del blues (Lady Sings the Blues)
- Paul Zastupnevich - L'avventura del Poseidon (The Poseidon Adventure)
- Anthony Mendleson - Gli anni dell'avventura (Young Winston)

### Miglior montaggio
- David Bretherton - Cabaret
- Tom Priestley - Un tranquillo weekend di paura (Deliverance)
- William Reynolds e Peter Zinner - Il padrino (The Godfather)
- Frank P. Keller e Fred W. Berger - La pietra che scotta (The Hot Rock)
- Harold F. Kress - L'avventura del Poseidon (The Poseidon Adventure)

### Miglior sonoro
- Robert Knudson e David Hildyard - Cabaret
- Arthur Piantadosi e Charles Knight - Le farfalle sono libere (Butterflies Are Free)
- Richard Portman e Gene Cantamessa - Il candidato (The Candidate)
- Bud Grenzbach, Richard Portman e Christopher Newman - Il padrino (The Godfather)
- Theodore Soderberg e Herman Lewis - L'avventura del Poseidon (The Poseidon Adventure)

### Migliore colonna sonora
- Adattamento con canzoni originali

- Ralph Burns - Cabaret
- Gil Askey - La signora del blues (Lady Sings the Blues)
- Laurence Rosenthal - L'uomo della Mancha (Man of La Mancha)

- Originale drammatica[2]

- Charles Chaplin, Raymond Rasch e Larry Russell - Luci della ribalta (Limelight)
- John Williams - Images
- Buddy Baker - Due ragazzi e un leone (Napoleon and Samantha)
- John Williams - L'avventura del Poseidon (The Poseidon Adventure)
- John Addison - Gli insospettabili (Sleuth)

### Miglior canzone
- The Morning After, musica e testo di Al Kasha e Joel Hirschhorn - L'avventura del Poseidon (The Poseidon Adventure)
- Ben, musica di Walter Scharf, testo di Don Black - Ben
- Come Follow, Follow Me, musica di Fred Karlin, testo di Marsha Karlin - The Little Ark
- Marmalade, Molasses & Honey, musica di Maurice Jarre, testo di Marilyn Bergman e Alan Bergman - L'uomo dai sette capestri (The Life and Times of Judge Roy Bean)
- Strange Are the Ways of Love, musica di Sammy Fain, testo di Paul Francis Webster - La matrigna (The Stepmother)

### Miglior documentario
- Marjoe, regia di Sarah Kernochan e Howard Smith
- La foresta che vive (Bij de beesten af), regia di Bert Haanstra
- Malcolm X, regia di Arnold Perl
- Manson, regia di Robert Hendrickson e Laurence Merrick
- The Silent Revolution, regia di Edouard de Laurot

### Miglior cortometraggio
- Norman Rockwell's World...An American Dream, regia di Robert Deubel
- Frog Story, regia di Ron Satlof
- Solo, regia di Mike Hoover

### Miglior cortometraggio documentario
- This Tiny World (Deze kleine wereld), regia di Charles Huguenot van der Linden
- Hundertwasser's Rainy Day), regia di Peter Schamoni
- K-Z, regia di Giorgio Treves
- Selling Out, regia di Tadeusz Jaworski
- The Tide of Traffic, regia di Humphrey Swingler

### Miglior cortometraggio d'animazione
- A Christmas Carol, regia di Richard Williams
- Kama Sutra Rides Again, regia di Bob Godfrey
- Tup Tup, regia di Nedeljko Dragic

## Premi speciali

### Premio Special Achievement
- L. B. Abbott e A. D. Flowers - L'avventura del Poseidon (The Poseidon Adventure) - Effetti visivi

### Premio alla carriera
- Charles S. Boren leader per 38 anni del lavoro illuminato del cinema e architetto della politica della non-discriminazione. Con tutto il rispetto e l'affetto di coloro che hanno lavorato nei suoi film.
- Edward G. Robinson che ha ottenuto la grandezza come interprete, un padrone delle arti e un cittadino dedito... insomma un uomo del Rinascimento. Dai suoi amici dell'industria che ama.

### Premio umanitario Jean Hersholt
- Rosalind Russell